# Avenul Borțigului
Avenul Borțigului (monument al naturii) este o arie protejată de interes național ce corespunde categoriei a III-a IUCN (rezervație naturală de tip speologic), situată în nord-vestul Transilvaniei, pe teritoriul județului Bihor.

## Localizare
Aria naturală (înclusă în Parcul Natural Apuseni) se află în extremitatea sud-estică a județului Bihor (în ramura nordică a Munților Bihorului - grupă montană a Apusenilor ce aparține lanțului carpatic al Occidentalilor), pe teritoriul administrativ al comunei Pietroasa.

## Descriere
Rezervația naturală cu o suprafață de 0, 10 ha. a fost declarată arie protejată prin Legea Nr.5 din 6 martie 2000 (privind aprobarea Planului de amenajare a teritoriului național - Secțiunea a III-a - zone protejate, publicată în Monitorul Oficial al României, Nr.152 din 12 aprilie 2000) și se suprapune ariei de protecție specială avifaunistică - Munții Apuseni - Vlădeasa. Aceasta reprezintă un aven cu un diametru la intrare de 35 m, la baza căruia se găsește un impresionant bloc de gheață. Lungimea avenului este de 150 m. (cu o adâncime de 54 m.); și are în componență o mică galerie și o sală mare.